# Las Heras (Mendoza)
Pour les articles homonymes, voir Las Heras.
Las Heras est une localité de la province de Mendoza, en Argentine et le chef-lieu du département de Las Heras. Elle est située au nord-ouest de la province.

## Personnalités liées à Las Heras
Le footballeur Argentin Lionel Messi a vécu à Las Heras quand il était enfant.